# Прищепа, Марина Андреевна
Мари́на Андре́евна Прище́па (28 июля 1983, Киев) — украинская дзюдоистка средней и полутяжёлой весовых категорий, выступала за сборную Украины на всём протяжении 2000-х и в начале 2010-х годов. Участница двух летних Олимпийских игр, серебряная призёрка чемпионата мира, серебряная и бронзовая призёрка чемпионатов Европы, победительница многих турниров национального и международного значения. Также известна как самбистка, многократная чемпионка Европы и мира по спортивному самбо. Выступала на соревнованиях по сумо. Во всех трёх этих дисциплинах является заслуженным мастером спорта.

## Биография
Марина Прищепа родилась 28 июля 1983 года в Киеве. В возрасте одиннадцати лет начала заниматься лёгкой атлетикой, однако спустя три года решила перейти в дзюдо. Проходила подготовку под руководством тренеров Анатолия Пирога и Александра Нагибина. Впоследствии переехала в Днепропетровск, где представляла клуб «Динамо-Силейр».
Впервые заявила о себе в сезоне 2000 года, когда выиграла бронзовую медаль на чемпионате Европы среди юниоров в Никосии. Год спустя одержала победу на этапе Кубка мира в Минске и стала второй на юниорском европейском первенстве в Будапеште. Ещё через год победила на чемпионате мира среди студентов в Новы-Саде, получила бронзу на чемпионате Европы среди юниоров в Роттердаме.
В 2004 году Прищепа победила на молодёжном европейском первенстве в Любляне, стала второй в зачёте среднего веса на украинском национальном первенстве в Днепропетровске, побывала на многих этапах мирового кубка, в частности на этапах в Таллине и Варшаве получила бронзовые медали. В 2006 году впервые стала чемпионкой Украины, одолев всех соперниц на соревнованиях в Луцке, выступила на чемпионате Европы в финском Тампере, откуда привезла награду бронзового достоинства. В следующем сезоне на европейском первенстве в Белграде вновь стала бронзовой призёршей, кроме того, одержала победу на этапе Кубка мира в Дании и заняла пятое место на чемпионате мира в Рио-де-Жанейро. С этого момента постепенно перешла из среднего веса в полутяжёлый.
Благодаря череде удачных выступлений удостоилась права защищать честь страны на летних Олимпийских играх 2008 года в Пекине, тем не менее, в первом же своём поединке в полутяжёлой весовой категории иппоном уступила немке Хайде Воллерт и лишилась тем самым всяких шансов на попадание в число призёров.
В 2009 году Прищепа добавила в послужной список серебряные награды, выигранные в полутяжёлом весе на чемпионате Европы в Тбилиси и на чемпионате мира в Роттердаме — в решающем поединке мирового первенства на смогла побороть голландку Мархинде Веркерк. Год спустя на европейском первенстве в Вене дважды поднималась на пьедестал почёта: получила бронзу в командной и личной дисциплинах. Помимо этого, одержала победу на этапе Кубка мира в Каире. В 2011 году выиграла Кубок мира в Мадриде, стала серебряной призёркой Кубка мира в Сальвадоре, заняла седьмое место на чемпионате Европы в Стамбуле.
На европейском первенстве 2012 года в Челябинске вновь завоевала бронзовую медаль в полутяжёлом весе. Будучи в числе лидеров дзюдоистской команды Украины, благополучно прошла квалификацию на Олимпийские игры в Лондоне. На сей раз в стартовом поединке проиграла француженке Одри Чёмео, которая в итоге выиграла бронзовую олимпийскую медаль.
После неудачной лондонской Олимпиады Марина Прищепа ещё в течение некоторого времени оставалась в основном составе украинской национальной сборной по дзюдо и продолжала принимать участие в крупнейших международных турнирах. Так, в 2013 году она побывала на гран-при Самсуна в Турции, где заняла в зачёте полутяжёлого веса седьмое место. Вскоре по окончании этих соревнований приняла решение завершить карьеру в сборной, уступив место молодым украинским дзюдоисткам.
На протяжении всей своей спортивной карьеры активно участвовала в соревнованиях по самбо и добилась на этом поприще немалых успехов. В частности, является шестикратной чемпионкой мира (2003, 2004, 2005, 2007, 2012, 2013) и чемпионкой Европы (2013).
Помимо дзюдо и самбо, также выступала несколько раз на соревнованиях по сумо. Дважды участвовала в турнирах по сумо на Всемирных играх: имеет в послужном списке серебряную (2009) и золотую (2013) медали.
Имеет два высших образования, окончила Киевский национальный торгово-экономический университет по специальности «маркетинг» и заочно Классический приватный университет по специальности «тренерская деятельность».
Удостоена звания «Заслуженный мастер спорта Украины» сразу в трёх дисциплинах: в самбо (2004), дзюдо (2009) и сумо (2013).